# Катастрофа Ту-104 под Свердловском
Катастрофа Ту-104 под Свердловском — крупная авиационная катастрофа, произошедшая 30 сентября 1973 года близ Свердловска. Авиалайнер Ту-104Б авиакомпании «Аэрофлот» выполнял плановый внутренний рейс SU-3932 по маршруту Свердловск — Омск — Новосибирск — Чита — Хабаровск — Владивосток, но спустя 3 минуты после взлёта рухнул в Нижне-Исетский лесопарк и взорвался. Погибли все 108 человек на борту самолёта — 100 пассажиров и 8 членов экипажа.
На 2024 год это крупнейшая авиационная катастрофа в Свердловской области, 14-я (по числу жертв) авиационная катастрофа в России и крупнейшая в истории хабаровской авиации.

## Самолёт
Ту-104Б с бортовым номером 42506 (заводской — 021904, серийный — 19-04) был выпущен Казанским авиазаводом 16 декабря 1960 года с вместимостью салона на 100 пассажиров. 27 января 1961 года его передали Главному управлению гражданского воздушного флота, которое изначально направило его в Ташкентский авиаотряд Узбекского управления Гражданского воздушного флота, а 2 января 1965 года перевели в Хабаровский авиаотряд Дальневосточного управления Гражданского воздушного флота. На момент катастрофы авиалайнер имел 20 582 часа налёта и 9412 посадок.

## Экипаж
Самолётом управлял экипаж из 202 авиаотряда, состав которого был:
- Командир воздушного судна (КВС) — Борис Степанович Путинцев

- Второй пилот — Владимир Андреевич Широков

- Штурман — Пётр Гаврилович Канин

- Бортмеханик — Иван Яковлевич Рапонов

В салоне самолёта работали 3 бортпроводников
- Галина Михайловна Фёдорова

- Ольга Степановна Татарова

- Николай Николаевич Нестеренко

Также в состав экипажа входил сопровождающий милиционер:
- Н. А. Слепухин

На его борту находилось 100 пассажиров; 92 взрослых и 8 детей, то есть салон был заполнен полностью .

## Хронология событий
В воскресенье 30 сентября 1973 года Ту-104Б борт СССР-42506 выполнял рейс SU-3932 из Свердловска во Владивосток с промежуточными посадками в Омске, Новосибирске, Чите и Хабаровске. На его борту находилось 108 человек. Так как аэродромные службы проводили осушение взлётно-посадочной полосы, а также в связи с поздней загрузкой самолёта, экипаж после прибытия на борт ждал разрешения на запуск двигателей 50 минут. Небо над Свердловском в это время было затянуто слоисто-дождевыми облаками с нижней границей 260 метров, ветер умеренный северо-западный, видимость более 6 километров и отсутствовали опасные метеоявления.
В 18:34:21 на скорости 280 км/ч Ту-104 по магнитному курсу 256° взлетел с ВПП, о чём экипаж доложил диспетчеру. Тот в ответ дал условия выхода из зоны аэропорта: левым разворотом с набором высоты 1500 метров на Тахталым. Экипаж на данную информацию ответил: «Доложим 1500». В 18:35:25 находящийся на высоте 350—400 метров самолёт на скорости 480 км/ч и с креном 35—40° начал выполнять первый левый разворот, а через 5—6 секунд экипаж установил номинальный режим работы двигателей.
В 18:35:55 скорость достигла 600 км/ч, когда левый крен снизился до 20—25° и одновременно с этим вертикальная скорость повысилась до 10—15 м/с. Из-за этого приборная скорость упала до 575 км/ч, а перегрузка по вертикали достигла 1,2—1,3g. В 18:36:21 курс был уже 156° (отклонение 100° от взлётного), когда экипаж увеличил левый крен до 35—40°, уменьшив при этом режим работы двигателей. Перегрузка уменьшилась через несколько секунд до 1g и сохранялась такой 8 секунд. Но за это время авиалайнер вместо подъёма начал, наоборот, снижаться, причём с вертикальной скоростью до 15 м/с. Осознав это, пилоты с силой потянули штурвалы на себя, из-за чего возникла перегрузка в 1,8g, а самолёт начал вновь подниматься с вертикальной скоростью 15 м/с. Приборная скорость, достигшая к концу снижения значения 650 км/ч, теперь начала уменьшаться, к тому же экипаж уменьшил режим работы двигателей. Левый крен же уменьшился до 20—25°.
Диспетчер круга наблюдал по радиолокатору за рейсом 3932. Самолёт уже прошёл точку вывода из разворота для следования на Тахталым, но продолжал совершать левый разворот. Ту-104 летел на высоте 1200 метров со скоростью 625 км/ч и с левым креном 20—25°, когда диспетчер спросил у экипажа: «Вы на Артёмовский пошли, да?». Однако ответа не прозвучало. В этот же момент крен самолёта за 8 секунд (к 18:37:11) достиг 75—80°, что привело к падению подъёмной силы. Авиалайнер устремился к земле с вертикальной скоростью 75 м/с. Экипаж попытался прекратить его падение взятием штурвалов на себя, чем вызвал трёхкратную перегрузку, а затем уменьшил режим двигателей, надеясь таким образом снизить скорость. Но в 18:37 летящий по курсу 242° Ту-104 под углом пикирования 18—20° и с левым креном 55—60° на скорости 800 км/ч врезался в землю и взорвался. Все 108 человек на его борту погибли.

## Причины
Согласно заключению комиссии, катастрофа произошла из-за неправильной индикации основных авиагоризонтов и курсовой системы пространственного положения самолёта (КС-8) из-за того, что не было питания переменным током напряжением 36 В и частотой 400 Гц. Так как полёт в это время происходил в облаках и ночью, то экипаж не мог определить истинное положение самолёта по наземным ориентирам. Но при этом он также забыл о существовании дублирующих приборов. Хотя экипаж и предпринимал энергичные действия по выводу самолёта из снижения, он не вывел его из крутого крена, тем самым не сумев предотвратить катастрофический исход. То, что питание данным напряжением отсутствовало, стало ясно из записей бортового самописца МСРП-12, на ленте которого при рулении самолёта и при взлёте угловая скорость представляла собой прямую линию, как если бы самолёт летел строго прямо, без крена, что противоречило фактическому движению. Это могло быть объяснено только отсутствием питания трёхфазным переменным током 36 В 400 Гц. Лишь за 1 минуту 3 секунды до столкновения с землёй запись угловой скорости отклонилась от нулевого значения, что можно объяснить появлением питания. Есть несколько вероятных причин, по которым могла произойти потеря питания трёхфазным переменным током 36 В 400 Гц:
1. Временный отказ в работе контактной пары включения основного преобразователя ПТ-1000ц в переключателе ППН-45 из-за его внутреннего разрушения, загрязнения или подгара контактов;
2. Переменный контакт или полный обрыв электрической цепи включения основного преобразователя к цепи подготовки к работе коробки КПР-9 автоматического включения резервного преобразователя;
3. Непреднамеренное невключение экипажем основного преобразователя ПТ-1000ц после запуска двигателей при подготовке к взлёту. Позднее включение (наиболее вероятно, экипажем) питания в процессе разворота примерно за минуту до столкновения самолёта с землёй не могло обеспечить нормальную работу основных авиагоризонтов ПП-1ПМ левого и правого пилотов, на которых индицировались показания, различающиеся между собой и отличающихся от правильных показаний дублирующего авиагоризонта АГД-1 и показаний ЭУП (электрического указателя поворота, работающего на постоянном токе 27 В).